# Оверьяновское озеро
Оверьяновское (Аверьяновское озеро или Бураки; укр. Овер'янівське (Авер'янівське) озеро) — озеро, расположенное на территории Генического района Херсонской области Украины. Площадь водного зеркала — 0,94 км². Тип общей минерализации — солёное. Происхождение — лиманное. Группа гидрологического режима — бессточное.

## География
Входит в Геническую (Чонгаро-Арабатскую) группу озёр. Длина — 1,5 км. Ширина средняя — 0,6 км, наибольшая — 0,75 км.
Озеро имеет продолговатую округлую вытянутую с севера на юг форму. Расположено на Присивашской низменности и отделено от залива Сиваш (западная часть) Азовского моря постоянной пересыпью (шириной 2 км). Берега преимущественно пологие. К озеру примыкают солончаки.
Восточнее расположено село Оверьяновка.
Питание смешанное: фильтрационные морские воды, подземные воды у береговых обрывов и донные источники, а также пресные воды из самоизливающихся артезианских скважин. В растворённых солях преобладает поваренная соль, которая обычно садится в конце лета. Донные отложения — серые плотные илы. Интенсивно зарастают высшей водной растительностью, где поступают воды из артезианских скважин, водоросли развиты у выходов подземных вод.
Водится рыба, например пиленгас, карась